# Àrea de Judea i Samaria

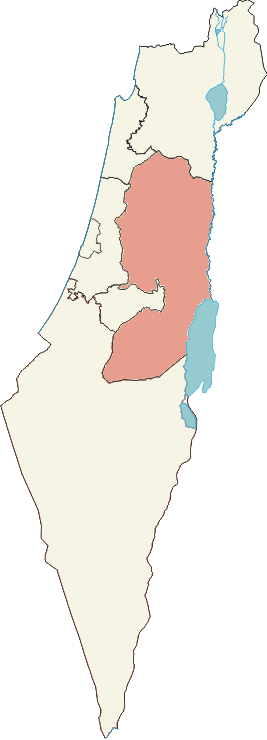
Mapa de Judea i Samaria.

L'Àrea de Judea i Samaria (en hebreu: יהודה ושומרון) (transliterat: Yehuda ve-Shomron) és el nom oficial donat per l'Oficina Central d'Estadístiques d'Israel a la part de Cisjordània administrada per Israel des de 1967 i no annexionada. No inclou per tant Jerusalem Est, territori que es troba administrativament en el Districte de Jerusalem. Comprèn les localitats jueves situades en aquesta regió, anomenades també assentaments israelians, i la població israeliana resident en l'àrea C, definida en els Acords d'Oslo de 1995 i sota control del govern israelià.
Judea i Samaria és el nom de dues regions històriques actualment conegudes com a Cisjordània. Van ser administrades per Israel, amb excepció de Jerusalem Est i de la zona fronterera entre Israel i Jordània, des de la Guerra dels Sis Dies, fins que Israel va transferir la seguretat i la responsabilitat civil de la població palestina a l'Autoritat Nacional Palestina en virtut dels Acords d'Oslo de 1995.
En l'any 2003 el Quartet per a l'Orient Mitjà, un grup de nacions format pels Estats Units, la Unió Europea, les Nacions Unides i Rússia, van presentar un full de ruta cap a la pau que reafirmava l'establiment de l'Estat de Palestina en la regió. Les organitzacions palestines reclamen la seva sobirania des de 1967. L'ONU, el Tribunal Internacional de Justícia, la Unió Europea, i les organitzacions humanitàries com Amnistia Internacional, Human Rights Watch i B'Tselem els anomenen territoris palestins ocupats, mentre que Israel els considera com a territoris en disputa. S'espera que la seva situació política definitiva sigui el resultant d'acords de pau entre Israel i l'Autoritat Nacional Palestina.
En 2012, el ministre israelià Naftali Bennett, líder del partit La Llar Jueva, va proposar que s'apliqués la llei civil israeliana també als assentaments de l'Àrea C de Cisjordània, i oferir la ciutadania israeliana als àrabs que viuen en aquella regió. El 4% dels àrabs palestins viuen en a la zona C, i tots els israelians de Judea i Samaria viuen en aquella zona. Però en el mes de maig de 2012 els ministres israelians, per influència de Benjamín Netanyahu, van rebutjar aquest projecte de llei, que hauria implicat annexionar l'Àrea de Judea i Samaria per part de l'Estat d'Israel.

## Sub-regions administratives
| Ciutats                                                 | Consells locals | Consells regionals                                                                 |
| ------------------------------------------------------- | --- | ---------------------------------------------------------------------------------- |
| - Ariel - Beitar Il·lit - Ma'ale Adumim - Modiín Il·lit | - Alfé Menaixé - Beit Aryeh-Ofarim - Bet El - Efrat - Elkana - Guiv'at Ze'ev - Har Adar - Immanuel - Karnei Shomron - Kedumim - Qiryat Arba - Ma'ale Efraim - Oranit | - Gush Etzion - Har Hebron - Matte Binyamin - Meguilot - Samaria - Bik'at HaYarden |